# 劉丙慶
劉丙慶（？—？），甘肃武威人，清朝政治人物。举人出身。
道光二十一年，擔任廣東廣州府永安縣知縣（現紫金縣知縣）。后由錢燕詒接任。道光二十二年复任，擔任廣東廣州府永安縣知縣（現紫金縣知縣）。后由徐學海接任。